# Nancy Greene
Nancy Catherine Greene Raine, kanadska alpska smučarka in političarka, * 11. maj 1943, Ottawa, Kanada.
Nancy Greene je ena najuspešnejših kanadskih alpskih smučark. Nastopila je na dveh zimskih olimpijskih igrah in leta 1968 osvojila naslov olimpijske prvakinje v veleslalomu in naslov podprvakinje v slalomu. Na svetovnih prvenstvih je poleg olimpijskih medalj, ki sta šteli tudi za svetovno prvenstvo, osvojila še bronasto medaljo v kombinaciji leta 1968. V svetovnem pokalu je osvojila dva velika kristalna globusa za zmago v skupnem seštevku svetovnega pokala, dva mala kristalna globusa za zmago v seštevku posamičnih disciplin ter 14 zmag.
2. januarja 2009 je zasedla mesto kanadske senatorke iz Britanske Kolumbije.